# Патріарх Константинопольський

Прапор Грецької православної церкви

Вселе́нський патріа́рх (грец. Οἰκουμενικός Πατριάρχης, трансліт. Oikoumenikós Patriárchis), також відомий як Патріа́рх Константино́польський (грец. Πατριάρχης Κωνσταντινουπόλεως) — титул предстоятеля Вселенського патріархату Константинополя.

## Титул
- Його Божественна Всесвятість Архієпископ Константинополя — Нового Риму і Вселенський Патріарх (грец. Η Αυτού Θειοτάτη Παναγιότης, ο Αρχιεπίσκοπος Κωνσταντινουπόλεως, Νέας Ρώμης και Οικουμενικός Πατριάρχης)

## Канонічні права
IV Вселенський собор 28 правилом постановив надати рівні (в порівнянні з Римом) переваги в церковному адмініструванні «святішому престолу нового Рима», а на VI Вселенському соборі 36 правилом закріплено наступне: «нехай престіл Константинопольський має рівні переваги з престолом древнього Рима, і так, як цей, нехай звеличується у справах церковних, будучи другим після нього; після нього ж нехай рахується престіл великого міста Олександрії, потім престіл Антиохійський, а за ним престіл міста Єрусалима».
Номоканон священного Фотія (ІХ століття) визнає Константинополь як главу всіх Церков Сходу.
Як предстоятель усього православного сходу константинопольський патріарх насамперед мав право вищого церковного управління. На підставі практики цього права константинопольський патріарх брав участь у поставленні інших патріархів; також його кафедра була головною і він вирішував важливі справи християнського сходу. Стосовно цього його потрібно розуміти першим серед рівних, а його кафедра найголовніша серед інших. Виконує всі функції церковної влади в її найвищих і крайніх проявах, тобто є головним адміністратором, суддею і законодателем християнської церкви, тому до нього звертаються всі, хто шукає остаточного правосуддя, і при ньому отримували остаточне рішення інші питання адміністративного і законодавчого рівня. Є старшим ієрархом сходу і тільки в силу своєї кафедри і титулу він є вищий над всіма предстоятелями православних церков сходу за правами і привілеями церковної влади, які  йому належать. Він один може мати вплив на володіння інших предстоятелів православних церков.
Вселенський Патріарх має особливі права і серед світської влади, тому що для світських правителів саме він був найвищим церковним правителем. Тільки він може приймати чужих кліриків і без відпускних грамот архієрея, який висвятив їх.
Константинопольський патріарх має право мати ставропігійні монастирі чи парафії на канонічних територіях інших православних церков. В таких монастирях підносилося ім'я не місцевого архієрея, але патріарха Константинополя. Також і керування ставропігійним монастирем — поставлення намісників та інші справи — здійснював вселенський патріарх через своїх єпископів — екзархів. В той час як інші патріархи могли мати ставропігії в межах лише власних канонічних територій, вселенський патріарх міг мати ставропігії по всьому сходу і в інших землях, які залежали від нього.
Також вселенський патріарх має право найвищого церковного суду або право приймати апеляції (Екклітон) від інших Патріарших Престолів Сходу. Вселенський патріарх був останньою інстанцією для православного сходу і над всіма церковними ієрархами сходу. Ця перевага була надана константинопольському патріарху ще у 451 на Халкидонському соборі — 28 правило, згідно з яким Престол Нового Рима має «рівні прерогативи» (привілеї) із престолом старого Риму. Саме про право апеляції і говориться в Правилах 9-у і 17-у того ж Вселенського собору. Константинопольському патріарху дозволено спостерігати і виправляти сумніви, які бувають в інших помісних церквах, і давати підсумкові судові рішення; також сам він поставлений посередником і «суддею покаяння і наверненню від гріхів і єресей».

Вселенський патріарх, будучи законним суддею, підлягає загальному суду предстоятелів інших помісних православних церков і є відповідальним за всі свої дії.

«Відповідно до вчення Церкви Христової, вираженого в рішеннях семи вселенських соборів, визнаних як православними, так і римо-католиками, Константинопольський престол — не просто одна з церковних областей, подібна іншим; він вважається невід'ємною частиною Православної Церкви, поширеної по цілому світові … Особливо важливо відзначити той факт, що тільки за ним одним визнається право приймати прохання зі скаргами єпископів, які вважають себе скривдженими помісними соборами. В цьому останньому сенсі патріарх Константинопольський постає перед православними всіх країн як верховний суддя».

### Історичні прецеденти
У 394 р. в Константинополі судово розглядається скинення єпископа Востр Вагадія, що знаходиться в юрисдикції Антіохійського патріархату, в присутності патріархів Антіохійського та Єрусалимського. Прокл Константинопольський (434—466) виносить суд про канонічність обрання Олександра єпископом Андаради. Питання було винесене на суд Константинопольського трону самим Олександром.
Патріарх Лука Хрисоверг (1157—1170) скасовує скинення на Кіпрі єпископа Амафундського, який звернувся в Константинополь по апеляцію.
Патріарх Калліст 1-й (+1355) нагадує архієпископу Тирновському про право Константинополя судити справи інших патріархатів.
У 1663 році московське духовенство зверталось до інших патріархів з питанням про право приймати апеляції і рішення щодо важливих питань в інших помісних Церквах Вселенським патріархом. Усі Патріархи одностайно відповіли, що лише Вселенський патріархат має це право, і тільки він. Зрештою, історія Церкви насичена випадками звернення до Вселенського патріархату з боку інших помісних Церков. У Православ'ї безперечним головою православної церкви є Ісус Христос. Також у православній церкві завжди присутня синодальна структура управління. На кожному синоді чи соборі завжди знайдеться той, хто його скликав і головує. Таким чином, за рішеннями Вселенських соборів на таких всеправославних соборах завжди головує Вселенський Патріарх.

### Надання автокефалії
Константинопольський Патріарх надавав автокефалію багатьом церквам, які потім були внесені у диптих.
1. Болгарська православна Церква (в 932, 1234 і 1946)
2. Сербська православна Церкві (в 1218 і 1879)
3. Російська православна Церква (1589 — визнання самопроголошеного патріархату й автокефалії)
4. Елладська православна церква (1850)[11]
5. Румунська православна Церкві (1895)
6. Польська православна церква (1924)
7. Албанська православна Церкві (1937)
8. Грузинська православна церква (1990)
9. Православна церква Чеських земель і Словаччини (1998)
10. Православна церква України (2019)

## Історія титулу
За переказами, апостол Андрій у Константинополі вперше висвятив єпископа.
Титул виник у Візантійській імперії, після того як Константинополь закріпився як столиця.
Уперше титул «Вселенський» (грец. Οικουμενικός) з'являється у патріарха Акакія (472–489) одразу після Четвертого (Халкідонського) Вселенського Собору, правила 9, 17 і 28 якого проголосили загальноімперську юрисдикцію єпископа Нового Риму. Папським престолом Риму 28 Правило прийнято не було. Рим визнав за Константинополем друге місце лише після Флорентійської унії 1438–1445 років.
На Халкидонському соборі «вселенським» названий Лев Великий, але не отцями собору, а в скаргах олександрійців на Діоскора, поданих на ім'я Льва. Потім цей титул застосований до Іоана Каппадокійського, патріарха Константинопольського, в 518 і 519 рр., але становить вже щось зовсім звичайне. Мабуть, цей звичай встановився під час «акакіанської схизми». Цей же титул, присвоювали папам: Гормізду (514—523), Боніфатію II (530—532), Агапіту I (535—536), Феодору I (642—649), Мартіну I (649—655), Домну (676—678), Агафону (678—681), Льву II (682—683), Іоанну V (685—686) і Івану VI (701—705). Сенс цього титулу, звичайно, дуже широкий. Титул «вселенського патріарха», звичайно, не означає єпископства тільки над деякою частиною Всесвіту, тому що тоді б всі єпископи також могли називатися б вселенськими, але над «вселенною». Вселенський єпископ — той, який стоїть в центрі. Візантійські імператори титулувалися δεσπόται της οικουμένης. Це означало владика Всесвіту, але зрозуміло що під Всесвітом була якась певна обмежена територія. За аналогією з цим з'явився і титул «Вселенський патріарх». Тому, коли в Римі дізналися про такий титул, яким став величний Константинопольський патріарх, то почалися невдоволення. Як ми бачимо, цей термін почав вживатися щодо певної місцевості. Хоч він і надавав власнику більше прав, але все ж таки він стосувався лише тої території, на якій були заселені люди.

## Патріархи
Найпершим єпископом Візантійським вважається апостол Андрій. З 325 року титул називався архієпископ Константинопольський. З 451 — Константинопольський патріарх.

### Сучасний період
- 14 квітня 1897 — 9 квітня 1901 Костянтин V
- 7 червня 1901 — 26 листопада 1912 Іоаким III (вдруге)
- 10 лютого 1913 — 25 жовтня 1918 Герман V
- 25 жовтня 1918 — 19 березня 1921 Дорофей Прусський (місцеблюститель)
- 19 березня — 8 грудня 1921 Микола Цезарійський (місцеблюститель)
- 8 грудня 1921 — 20 вересня 1923 Мелетій IV
- 6 грудня 1923 — 17 листопада 1924 Григорій VII
- 17 грудня 1924 — 22 травня 1925 Константин VII
- 13 липня 1925 — 29 вересня 1929 Василій III
- 7 жовтня 1929 — 29 грудня 1935 Фотій II
- 18 січня 1936 — 14 лютого 1946 Веніямин I
- 20 лютого 1946 — 18 жовтня 1948 Максим V
- 1 листопада 1948 — 7 липня 1972 Афінагор I
- 16 липня 1972 — 2 жовтня 1991 Димитрій I
- з 22 жовтня 1991 Варфоломій I

## Вселенські патріархи в Україні
Єремія II Транос (1530—1595) — патріарх у 1572–1579, 1580–1584, 1589–1595). Протягом 1587–1589 років двічі відвідав Україну. Перебуваючи на українських землях, провів ряд реформ: надав широкі права братствам, а Львівському Успенському братству надав право ставропігії (грудень 1586); зобов'язав митрополитів щорічно скликати церковні собори; призначив київським митрополитом М. Рогозу та патріаршим екзархом луцького єпископа К. Терлецького.
У 1589 здійснив подорож до Москви за «милостинею». Дізнавшись про плани царя установити патріаршество, він спершу захотів сам стати московським патріархом; але Борис Годунов запропонував йому у такому разі жити не в багатій Москві, а в провінційному у той час Володимирі. Тоді Єремія поставив, за вказівкою Бориса, першого «Патріарха Московського і всієї Русі» Іова.
Кирило Лукаріс (1572—1637) — перебував в Україні ще до обрання Патріархом. 1596 року був направлений Олександрійським патріархом Мелентієм Пігасом для участі в Берестейському соборі. Деякий час викладав в Острозькій академії.
Афанасій (Петеларій), (1597—1654), патріарх у 1634 та 1652, Царгородський святитель, Лубенський чудотворець.
8 жовтня 1652 року назавжди покинув Константинополь, відвідав молдавського господаря Василя Лупу, гетьмана Богдана Хмельницького в Чигирині; 22 квітня 1653 року був прийнятий в Москві царем Олексієм Михайловичем.
Умовив царя в союзі з Україною (Запорізьким військом) та Молдовою розпочати війну з турками, після розгрому яких цар повинен був зайняти престол ромейських імператорів, а Московський Патріарх — уселенську кафедру. В кінці грудня 1653 року виїхав з Москви до Молдавії, щоб прибути в Миколаївський монастир в Галаці. По дорозі гостив у Богдана Хмельницького.
У лютому 1654 року залишився в Мгарському монастирі (Лубенський район, Полтавська область), занедужав і в середу на седмиці Фоминій, 5 квітня, помер. Був похований возсідаючим на троні під амвоном Преображенського храму Мгарського монастиря.
Зараз нетлінні мощі святого Афанасія зберігаються в Благовіщенському соборі м. Харкова.
Серафим II (Анін) (патріарх у 1757—1761), похований у Мгарському монастирі (Полтавська область).
Серафим був обраний патріархом у 1757 році. Після позбавлення патріаршого престолу перебував на Афоні, а з 1776 року — в Російській імперії.
Димитрій I (у миру Дімітріос Пападопулос (1914—1991) був 268-мим Вселенським Патріархом Константинополя з 16 липня 1972 до смерті 2 жовтня 1991.
Провів переговори з папою римським Іваном Павлом II у Стамбулі 30 листопада 1979 р., а потім у Ватикані 7 грудня 1987 р.
У 1987 році, на порозі ювілею 1000-ліття Хрещення Pyci, на запрошення Московської патріархії прибув з візитом до СРСР.
24 серпня прибув з Ленінграда до Львова. Високого гостя супроводжували архіпастирі Російської православної церкви: Володимир, архієпископ Псковський і Порховський та Макарій, архієпископ Івано-Франківський і Коломийський.
В аеропорту Патріарха зустрічали високопреосвященний Філарет, митрополит Київський і Галицький, Патріарший Екзарх всієї України; високопреосвященний Никодим, митрополит Львівський і Тернопільський, намісник Почаївської лаври архімандрит Марк. В цей же день Константинопольський Патріарх Димитрій I відвідав Львівський кафедральний собор.
25 серпня Святіший Патріарх і його супутники відвідали Свято-Успенську Почаївську лавру. Після поклоніння святиням Почаївської Лаври Патріарх Димитрій I i його супутники вирушили до Львова. По дорозі вони відвідали Петропавлівську церкву села Йосипівка Буського району.
У Львові Святіший Патріарх і його супутники відвідали Успенську церкву, в якій 400 років тому (1587) був Константинопольський Патріарх Ієремія II. 26 серпня відбув зі Львова до Тбілісі.

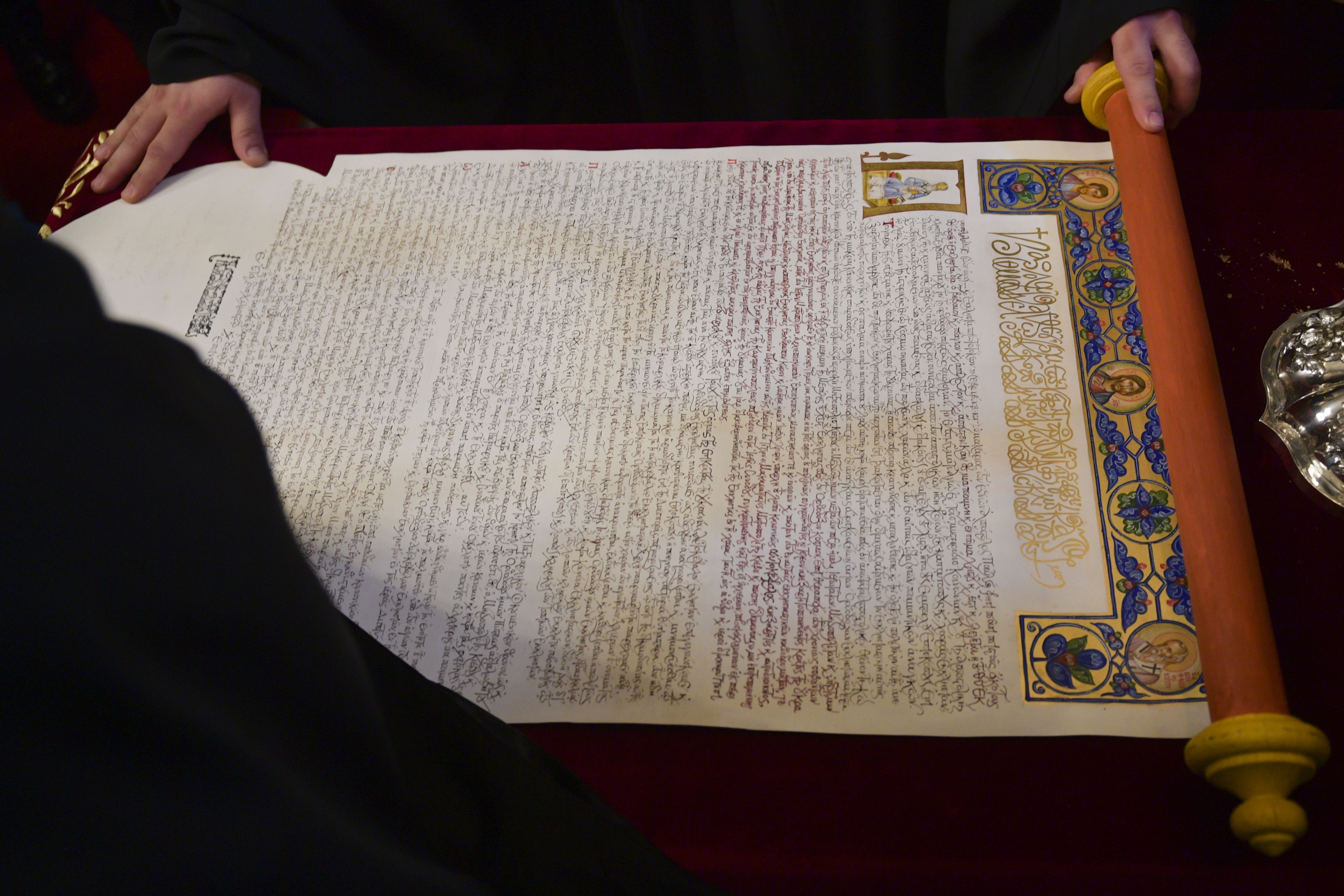
Томос про надання автокефалії Православній церкві України

Варфоломій I (Дімітріос Архонтоніс, нар. 2 листопада 1940), з 1991 Константинопольській патріарх, архієпископ Константинополя — Нового Риму.
Вперше відвідав Україну 24 вересня 1997 року. Це сталося в Одесі. До місцевого порту увійшло грецьке судно «Елеферіос Венізелос», на борту якого знаходилися Вселенський Патріарх і учасники симпозіуму «Екологія, релігія і довкілля». Гостей тоді зустріли предстоятель УПЦ МП митрополит Володимир (Сабодан), митрополит Одеський і Ізмаїльський Агафангел, мер Одеси Едуард Гурвіц. З морського вокзалу високий гість і особи, що супроводжували його, попрямували до Свято-Успенського чоловічого монастиря. Біля святих воріт Вселенського патріарха зустрічав патріарх московський Алексій ІІ. Ввечері Святійші Патріархи, представники церков і конфесій відвідали Одеську духовну семінарію.
Другий візит відбувся до Києва, з нагоди святкування 1020-ї річниці хрещення Київської Русі, 25—27 липня 2008 року. Вселенського патріарха в аеропорту «Бориспіль» зустріли президент України Віктор Ющенко і очільник Української православної церкви (Московського патріархату) митрополит Володимир (Сабодан). Відвідавши Києво-Печерську лавру, в Софії Київській патріарх Варфоломій освятив відновлені Царські врата і благословив встановлення нових дзвонів. На Софійській площі виголосив промову для вірних. В суботу (26 липня) зустрівся з московським патріархом Алексієм II. 27 липня, в рамках урочистостей з нагоди 1020-ї річниці хрещення Київської Русі пройшла божественна літургія біля пам'ятника князеві Володимирові-Хрестителю на Володимирській гірці у Києві, яку провів за участі патріарха московського Алексія II, митрополита Володимира, глави делегації Грецької православної церкви Архієпископа Атенського та всієї Греції Ієроніма II, глави делегації Албанської православної церкви Архієпископа Тиранського та всієї Албанії Анастасіоса, а також представників зарубіжних делегацій та Помісних православних церков.
Через 3 тижні після проведення Об'єднавчого собору українських православних церков, 5 січня 2019 року Варфоломій підписав Томос, що надавав Православній церкві України автокефалію, а 6 січня урочисто вручив Томос предстоятелю ПЦУ — митрополиту Епіфанію.
У 2021 році відбувся візит Вселенського Патріарха Варфоломія до України з нагоди святкування 30-ї річниці незалежності України. Він тривав із 20–24 серпня 2021 року на запрошення Президента України Володимира Зеленського і предстоятеля Православної церкви України (ПЦУ) митрополита Епіфанія.

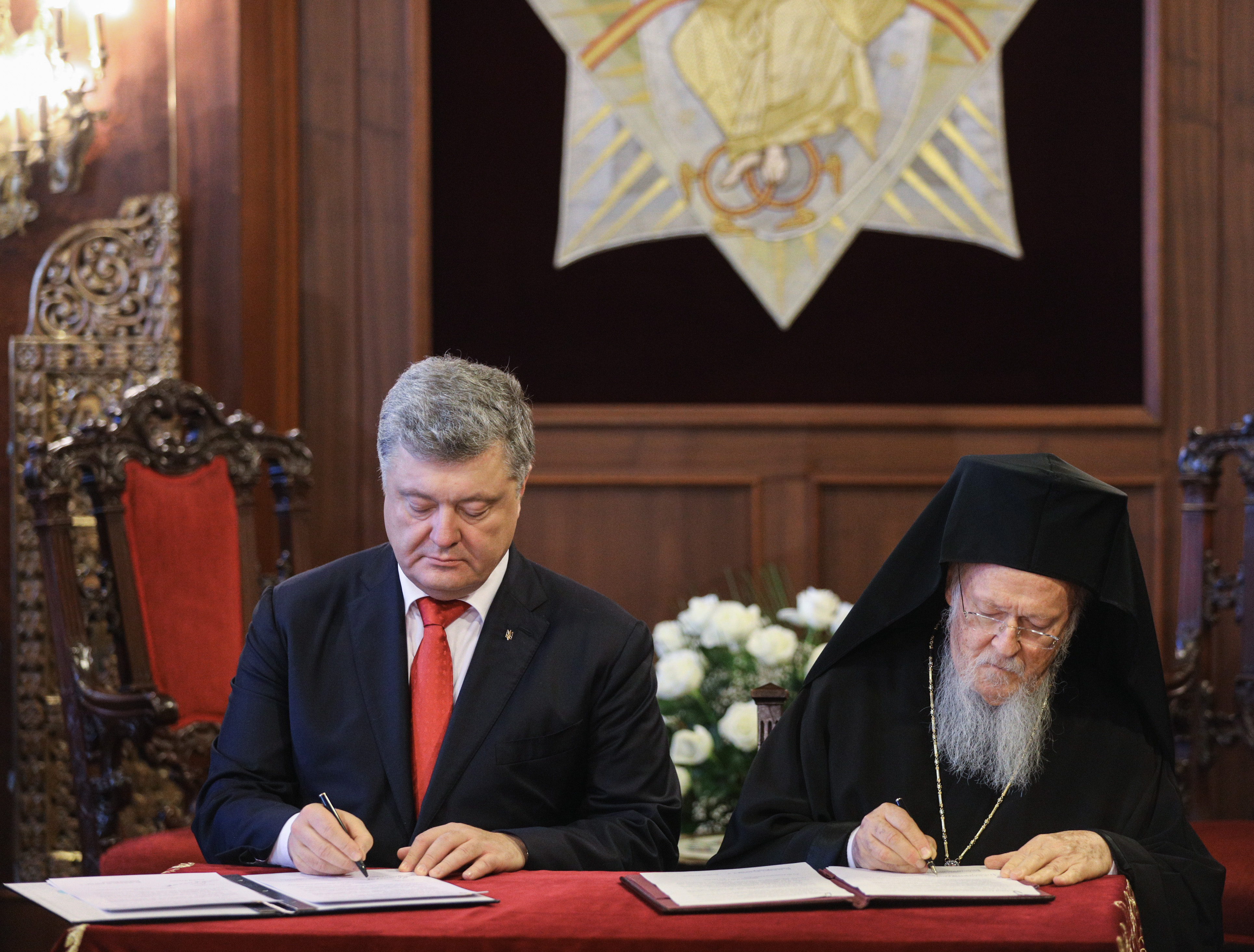
З президентом України Петром Порошенко, 3 листопада 2018
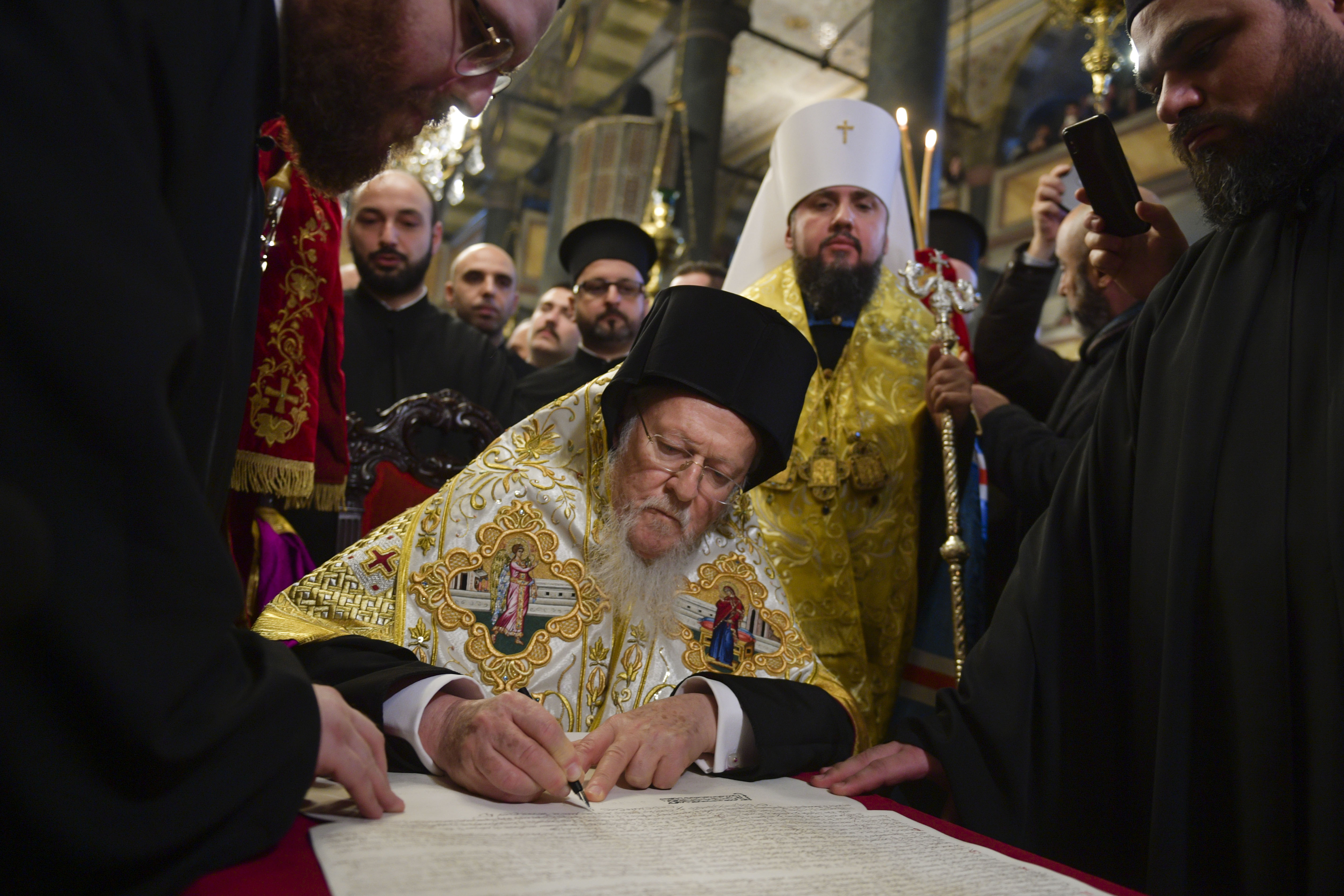
Підписання томосу для ПЦУ. Ліворуч стоїть очільник ПЦУ — митрополит Епіфаній, 2019
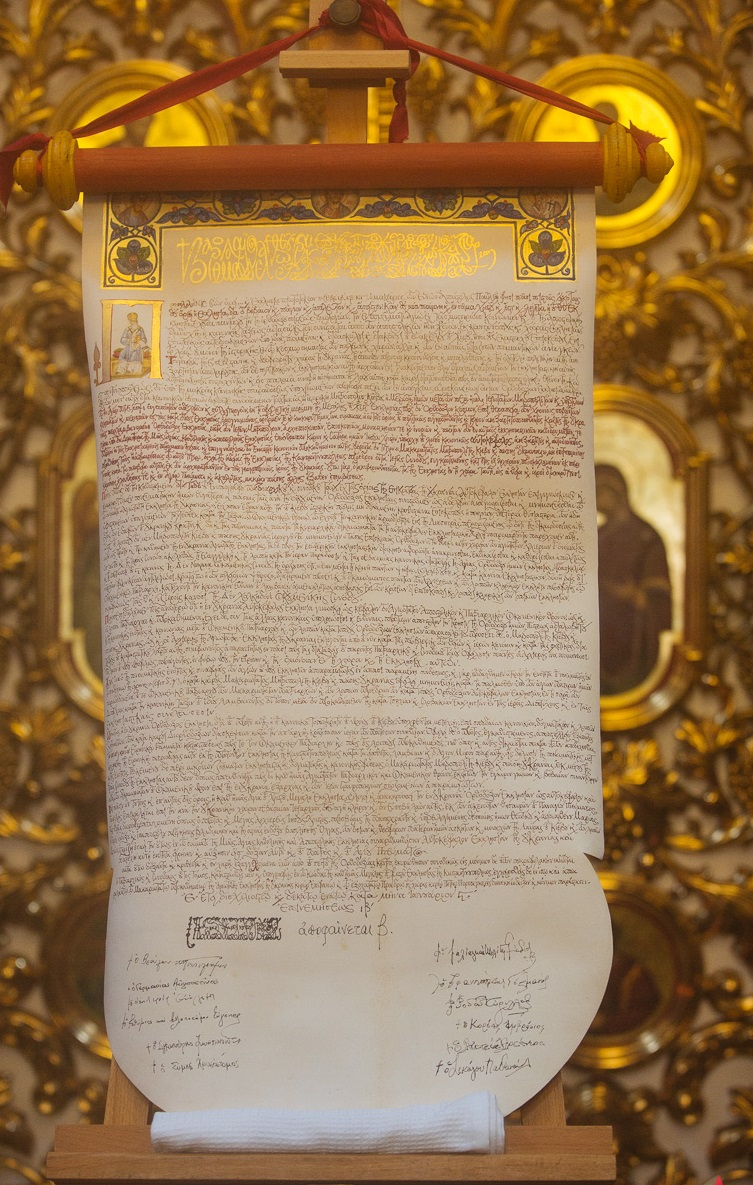
Томос про автокефалію ПЦУ
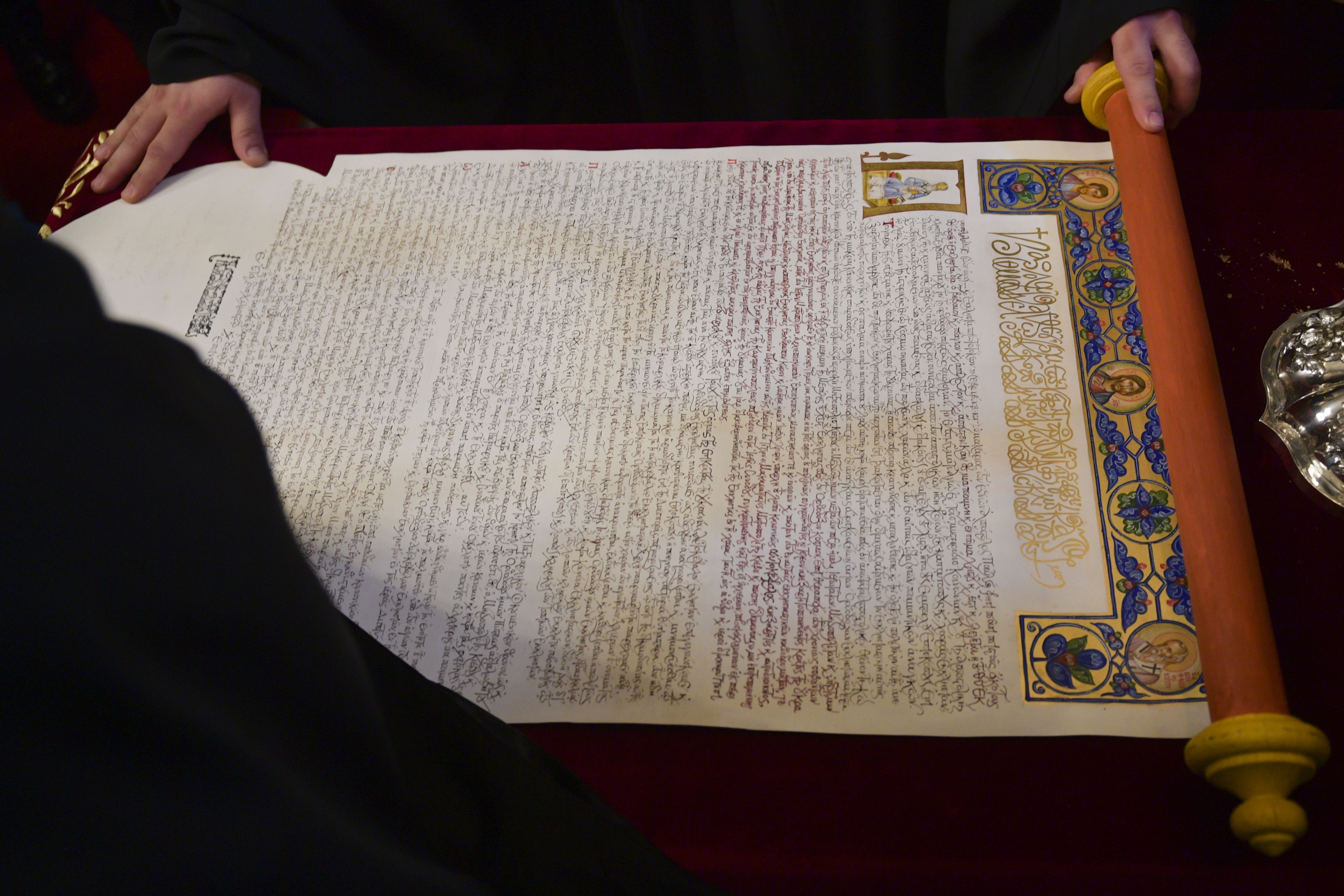
Томос про надання автокефалії Православній церкві України
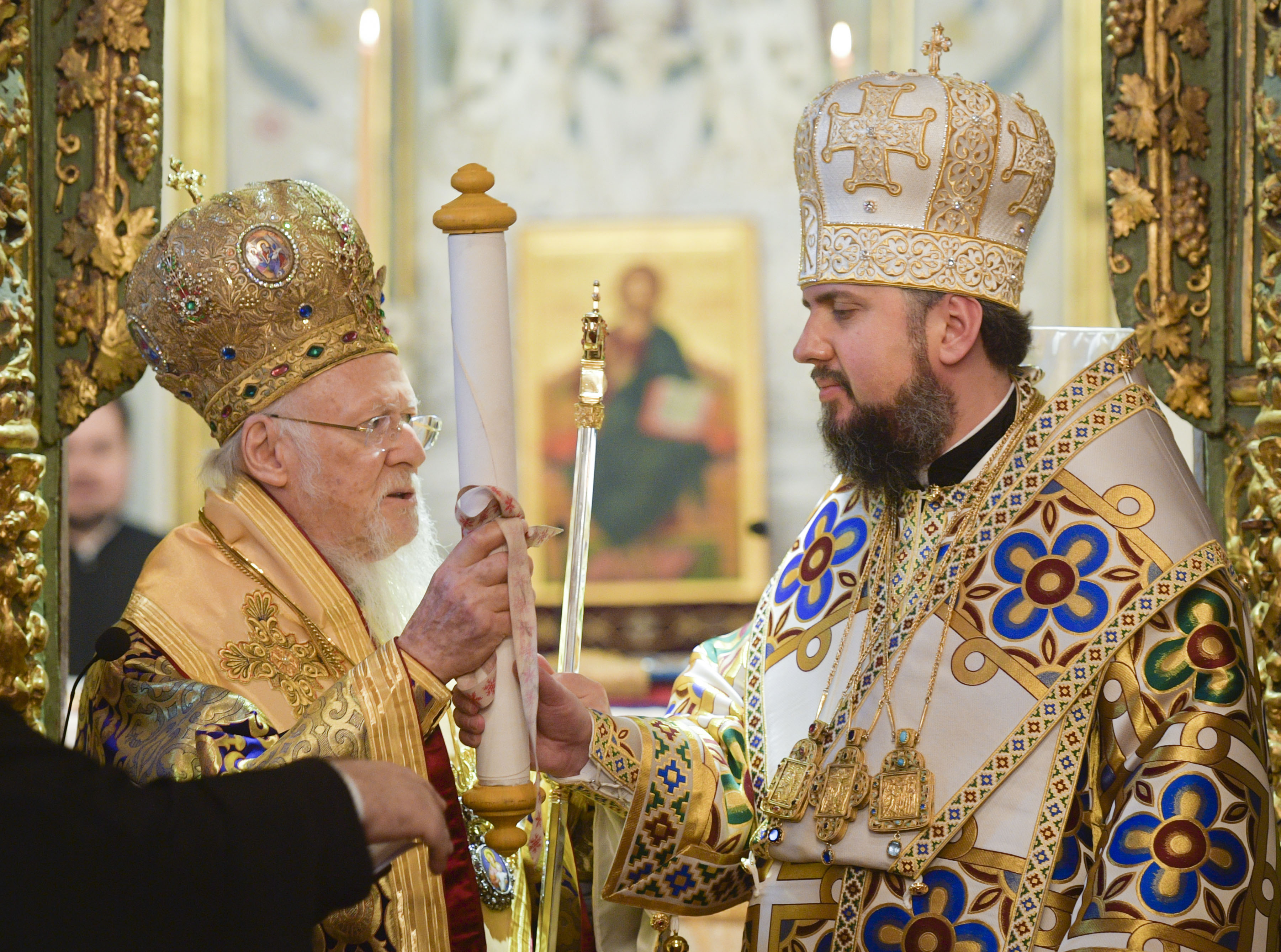
Передає томос митрополиту Епіфанію, 6 січня 2019
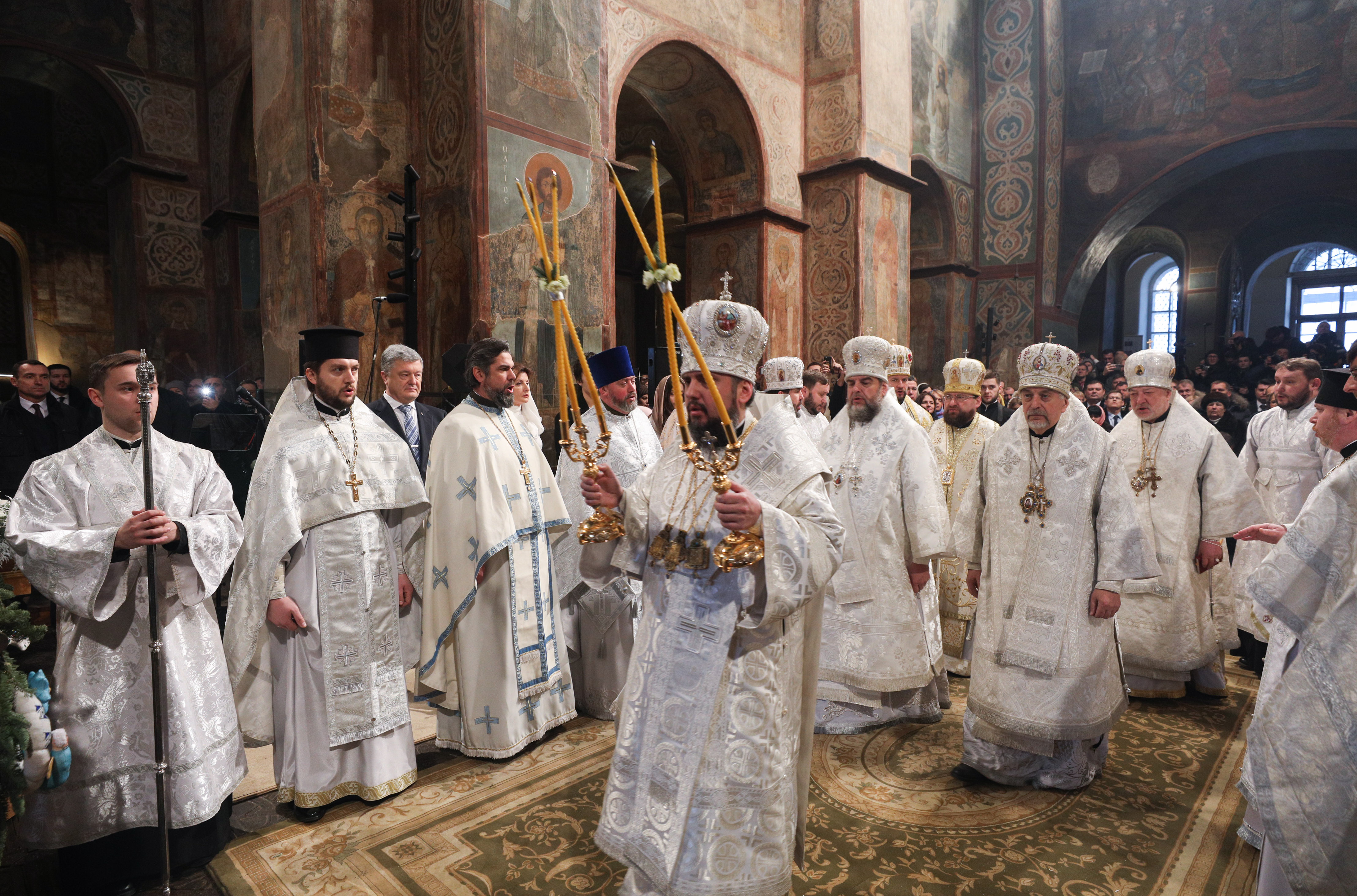
Різдвяна літургія, на якій був презентований томос про автокефалію ПЦУ
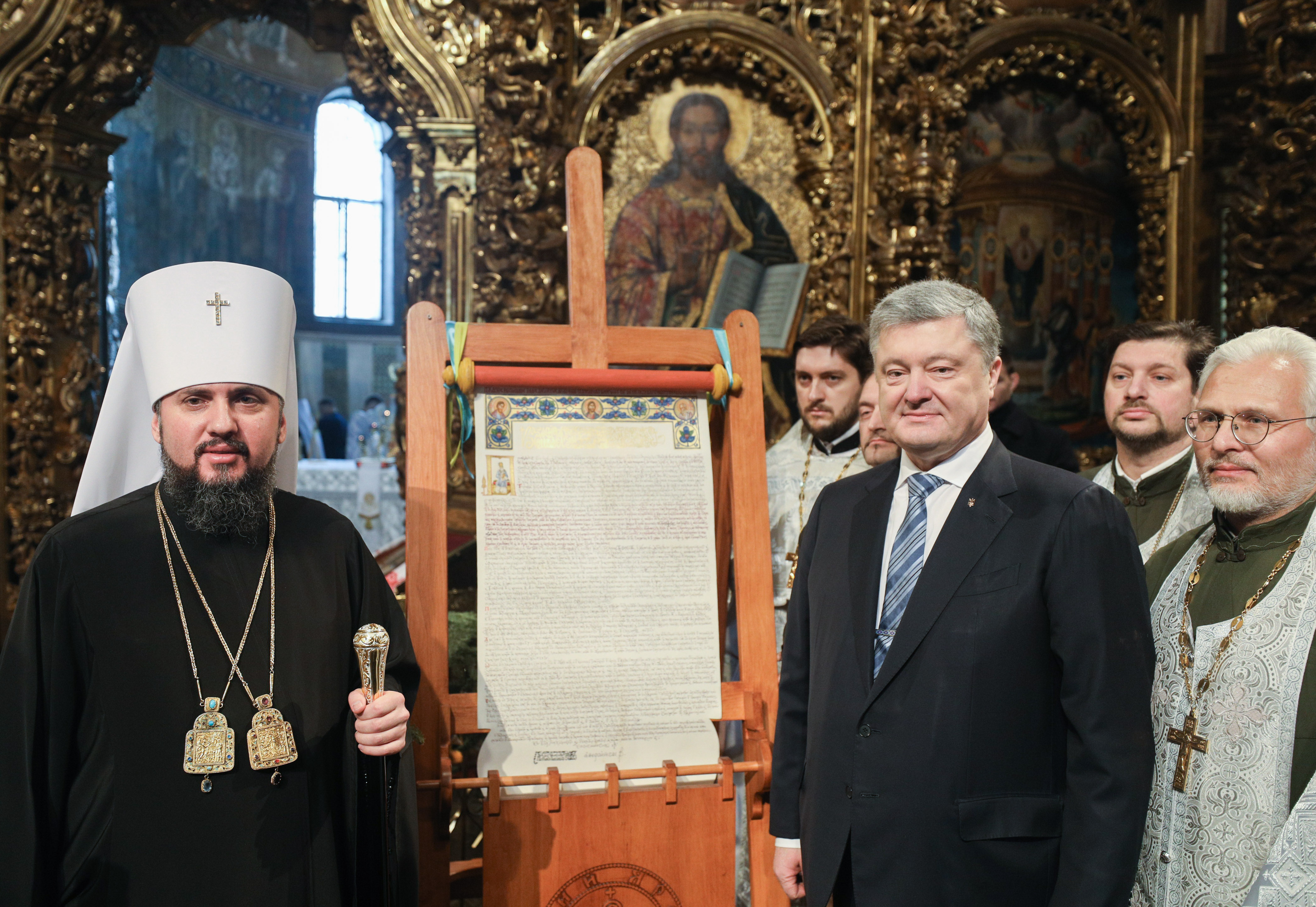
Томос про автокефалію ПЦУ, 7 січня 2019 року
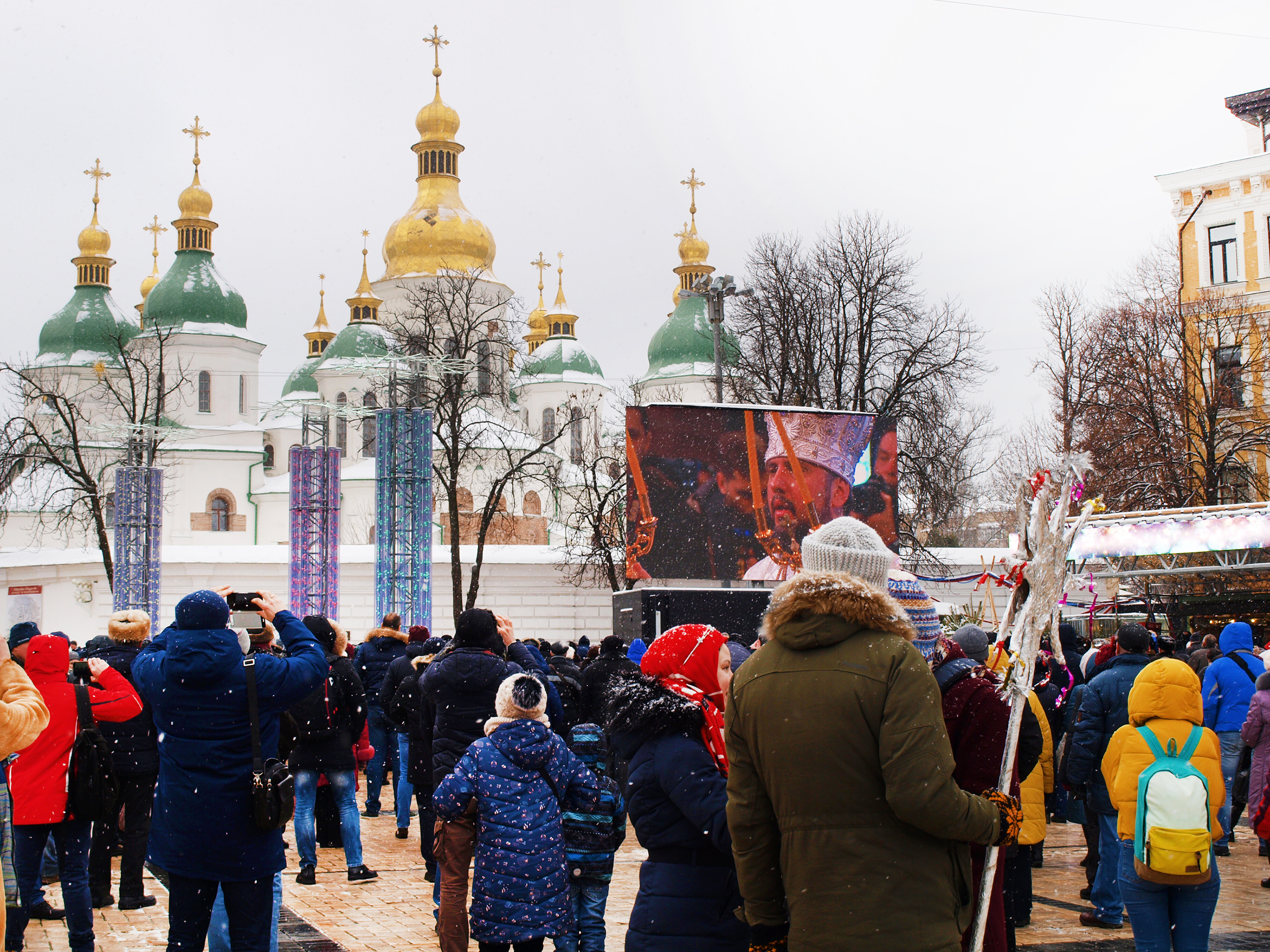
Трансляція різдвяної літургії в Софії Київській на Софійській площі, 7 січня 2019 року
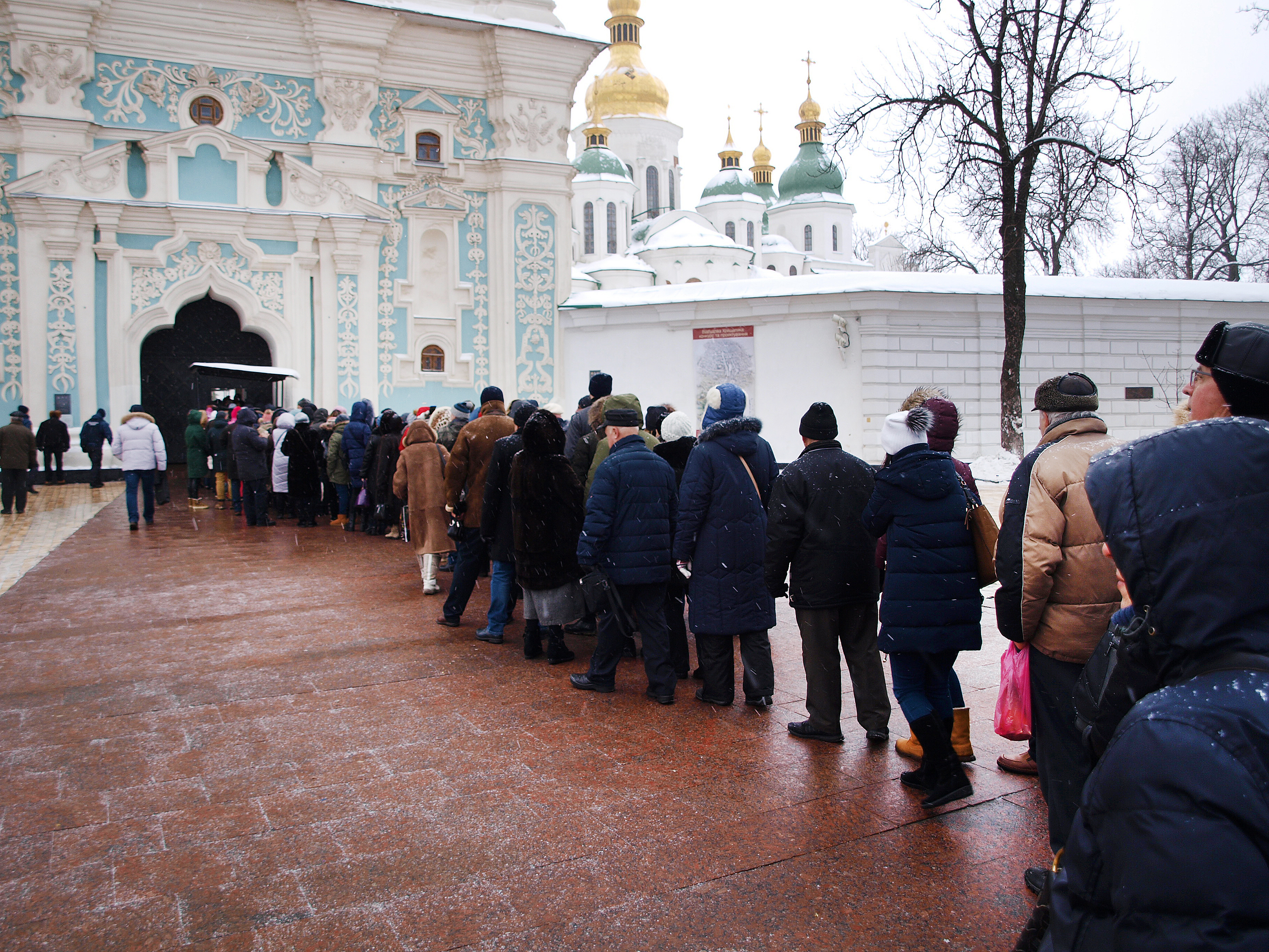
Черга вірян, охочих оглянути томос про автокефалію ПЦУ
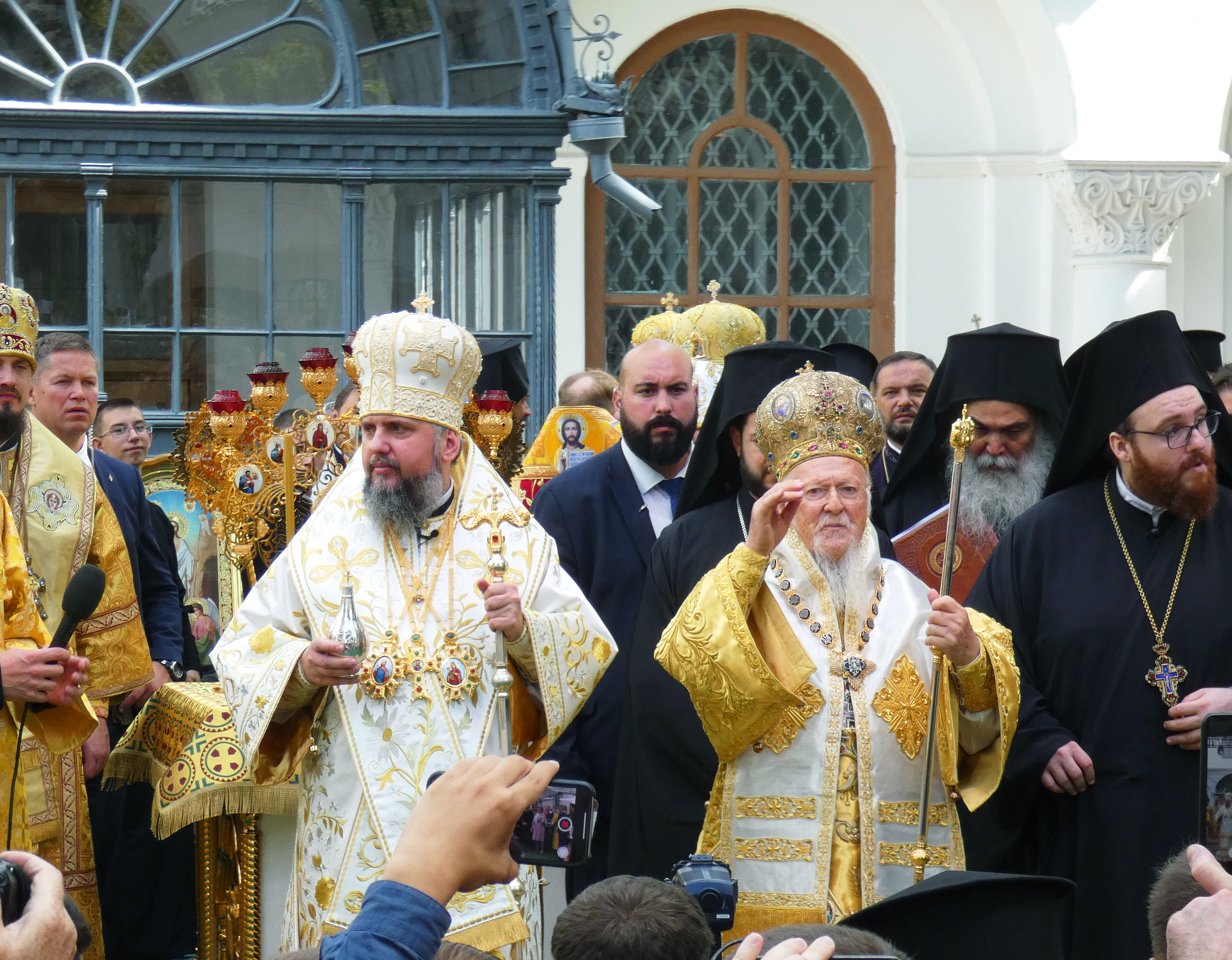
Варфоломій і предстоятель Православної церкви України Епіфаній (2021)